# Morcenx-la-Nouvelle
Morcenx-la-Nouvelle é uma comuna francesa na região administrativa da Nova Aquitânia, no departamento de Landes. Estende-se por uma área de 138.30 km². Em 2010 a comuna tinha 5 154 habitantes (densidade: 37,3 hab./km²).
Foi criada em 1 de janeiro de 2019, a partir da fusão das antigas comunas de Morcenx (sede da comuna), Arjuzanx, Garrosse e Sindères.